# Ploudaniel
Ploudaniel (bret. Plouzeniel) – miejscowość i gmina we Francji, w regionie Bretania, w departamencie Finistère.
Według danych na rok 1990 gminę zamieszkiwało 3406 osób, a gęstość zaludnienia wynosiła 74 osoby/km² (wśród 1269 gmin Bretanii Ploudaniel plasuje się na 144. miejscu pod względem liczby ludności, natomiast pod względem powierzchni na miejscu 94.).